# Walter von Boltenstern
Walter von Boltenstern (26 novembre 1889 à Breslau - 19 janvier 1952 à Woikowo (de)) est un Generalleutnant allemand qui a servi au sein de la Heer dans la Wehrmacht pendant la Seconde Guerre mondiale.
Il a été récipiendaire de la croix de chevalier de la croix de fer. Cette décoration est attribuée pour récompenser un acte d'une extrême bravoure sur le champ de bataille ou un commandement militaire avec succès.

## Biographie
Walter von Boltenstern est le fils du commerçant Hugo von Boltenstern et de son épouse Martha née Müller. Il est issu de la famille noble von Boltenstern (de) et rejoint le 14 mars 1910 le 4e régiment de grenadiers de la Garde de l'armée prussienne à Berlin en tant que porte-drapeau. Le 18 août 1911, il est promu lieutenant et le 22 mars 1913, il est transféré au 5e régiment de grenadiers de la Garde.
Walter von Boltenstern est retiré du service actif en 1945, plus tard dans la même année, il est arrêté par l'Armée rouge. Il est mort en captivité au camp soviétique de détention Woikowo en 1952.

## Promotions
- Fähnrich : 16 novembre 1910
- Leutnant : 18 août 1911
- Oberleutnant : 18 août 1915
- Hauptmann : 20 septembre 1918
- Hauptmann : 1er février 1922
- Major : 1er février 1932
- Oberstleutnant : 1er octobre 1934
- Oberst : 20 avril 1937
- Generalmajor : 14 août 1940
- Generalleutnant : 15 juillet 1942

## Décorations
- Croix de fer (1914)
  - 2e classe (3 octobre 1914)
  - 1re classe (15 mars 1915)
- Croix hanséatique de Hambourg (14 avril 1918)
- Croix d'honneur (24 décembre 1934)
- Agrafe de la croix de fer (1939)
  - 2e classe (24 septembre 1939)
  - 1re classe (2 octobre 1939)
- Ordre de la Couronne d'Italie (27 août 1940)
- Croix de chevalier de la croix de fer
  - Croix de chevalier le 13 août 1941 en tant que Generalmajor et commandant de la 29.Infanterie-Division[1]